# Wielcy mistrzowie zakonu Santiago
Wielcy mistrzowie zakonu Santiago:
1. Piotr Fernández (1170–1184)
2. Ferdynand Díaz (1184–1186)
3. Sancho Fernández (1186–1195)
4. Gonzalo Rodríguez (1195–1204)
5. Suero Rodríguez (1204–1206)
6. Ferdynand González de Marañón (1206–1210)
7. Piotr Arias (1210–1212)
8. García González de Arauzo (1212–1217)
9. Marcin Pelayo Barragán (1217–1221)
10. García González de Candamio (1221–1224)
11. Fernán Pérez Chacín (1224–1225)
12. Piotr González Mengo (1225–1237)
13. Rodrigo Íñiguez (1237–1242)
14. Pelay Pérez Correa (1242–1275)
15. Gonzalo Ruiz Girón (1275–1277)
16. Piotr Núñez (1277–1286)
17. Piotr Fernández Mata (1296–1293)
18. Jan Osórez (1293–1311)
19. Diego Múñiz (1311–1318)
20. García Fernández (1318–1327)
21. Vasco Rodríguez (1327–1338)
22. Vasco López (1338)
23. Alonso Meléndez de Guzmán (1338–1342)
24. Fadrique Alfonso de Castilla (1342–1358)
25. García Álvarez de Toledo (1359–1366)
26. Gonzal Mexía (1366–1371)
27. Ferdynand Osórez (1371–1383)
28. Piotr Fernández Cabeza de Vaca (1383–1384)
29. Rodrigo González de Mexia (1384)
30. Piotr Muñiz de Godoy (1384–1385)
31. Gercía Fernández de Villagarcía (1385–1387)
32. Lorenzo Suárez de Figueroa (1387–1409)
33. Enrique de Aragón (1409–1445)
34. Álvaro de Luna (1445–1453)
35. Juan II (1453 jako zarządzający)
36. Alfons de Castilla (po raz pierwszy, 1453–1454)
37. Enrique IV (1454–1462)
38. Beltrán de la Cueva (1462–1463)
39. Alfons de Castilla (po raz drugi, 1463–1467)
40. Jan Pacheco (1467–1474)
41. Rodrigo Manrique y Alonso de Cárdenas (1474–1476)
42. Fernando el Católico (1476–1477 jako zarządzający)
43. Alonso de Cárdenas (po raz drugi, 1477–1493)
44. Karol I Hiszpański (cesarz jako Karol V Habsburg) 1516–1556
45. Filip II Habsburg 1556–1598
46. Filip III Habsburg 1598–1621
47. Filip IV Habsburg 1621–1665
48. Karol II Habsburg 1665–1700
49. Filip V Burbon 1700–1724
50. Ludwik I Burbon 1724
51. Filip V Burbon 1724–1746
52. Ferdynand VI Burbon 1746–1759
53. Karol III Burbon 1759–1788
54. Karol IV Burbon 1788–1813
55. Ferdynand VII Burbon 1813–1833
56. Izabela II Burbon 1833–1868
57. Alfons XII Burbon 1875–1885
58. Alfons XIII Burbon 1886–1941
59. Jan Burbon, książę Asturii 1941–1975
60. Jan Karol I Burbon 1975–2014
61. Filip VI Burbon od 2014